# 福井県道192号上河内北中線
福井県道192号上河内北中線（ふくいけんどう192ごう かみこうちきたなかせん）は福井県鯖江市内の主要地方道と集落を結ぶ一般県道である。

## 路線概要
上河内町の集落と主要地方道である福井県道18号鯖江美山線を結ぶ役割を担っている県道である。沿線にラポーゼかわだという温泉施設があり、実質的にこの施設と県道18号を結ぶ役割を担っているとも言える路線である。

### 路線データ
- 起点：福井県鯖江市上河内町
- 終点：同市北中町

## 道路状況
終点附近は片側1車線の確保された快走路だが、それ以外の区間は1.5車線程のセンターラインのない道路となる。離合に困るほどではないが上記したラポーゼかわだのバスが走っているため、部分的な狭窄区間で鉢合わせるとバックしなければならないこともある。1年を通して利用できる施設なので、恒常的にやや混雑が見られる路線といえるだろう。またこの県道192号の指定区間が終わっても道自体は続いており、折立峠を越えて福井市旧美山町域に至ることができる。

## 接続路線
- 福井県道18号鯖江美山線

## 沿線周辺
- ラポーゼかわだ
- 折立峠

## 別名
- うるしの里通り（鯖江市）